# 挨拶はたいへんだ
『挨拶はたいへんだ』（あいさつはたいへんだ）は、丸谷才一の著書。「挨拶」シリーズの第2作目。
2001年6月1日に朝日新聞社より刊行された。装丁と絵は和田誠。収録された挨拶の数は49。巻末に井上ひさしとの対談が付されている。2004年10月に朝日文庫として文庫化。2013年9月には本書と1作目の『挨拶はむづかしい』（朝日新聞社）を一冊にした『合本 挨拶はたいへんだ』（朝日文庫）が刊行された。

## 内容の一部
村上春樹『世界の終りとハードボイルド・ワンダーランド』谷崎潤一郎賞贈呈式での選考委員祝辞
1985年10月16日、東京會舘にて。丸谷は以下のように述べる。「言ふまでもなく、われわれの文学風土においてこのやうな長篇小説を書くことは、大変な冒険であります。そして、この文学賞が記念する作家である谷崎潤一郎には、極めて喜劇的な角度から男女の仲を考察する『痴人の愛』前衛的な暗黒小説とも言ふべき『卍』などにあらはに示されてゐる、果敢な冒険家としての側面がたしかにありました」
「東京人」月刊になる会での祝辞
1989年4月3日、東京都迎賓館にて。丸谷の『文章読本』（中央公論社、1977年9月）の発案者であり、『東京人』の生みの親である粕谷一希について多く触れられている。
色川武大葬儀での弔辞
1989年4月13日、千日谷会堂にて。
山本甚作葬儀での親族代表挨拶
1996年10月6日、取手セレモニーホールにて。山本甚作は1915年生まれの画家。いとこであった山本を丸谷はこう評している。「二十代の若者である彼が、十代の少年であるわたしに最も情熱的に教へたのは、美と藝術が尊いといふことでした。それは人生において一番大事なもので、それに対して無関心であることは程度の低い恥しいことであり、ましてそれに敵対し対立することは野蛮なことでした」「わたしの人生は山甚によつて決定され、山甚によつて導かれたのでした」
宮本陽吉葬儀での弔辞
1996年12月22日、桐ヶ谷斎場にて。
小津次郎氏を偲ぶ会での挨拶
1998年9月26日、如水会館にて。
永川玲二を偲ぶ会での挨拶
2000年5月20日、法政大学第二学生食堂にて。永川玲二は1928年生まれの英文学者。丸谷の國學院大學時代の同僚である。『ユリシーズ』を丸谷と高松雄一と共に訳している。本書の解説文にはこう書かれてある。「永川は他人の悪口を言はない男だつた。その能力が先天的にないのかもしれないとわたしは疑つた。今でもさう思ふ」